# Pěkov

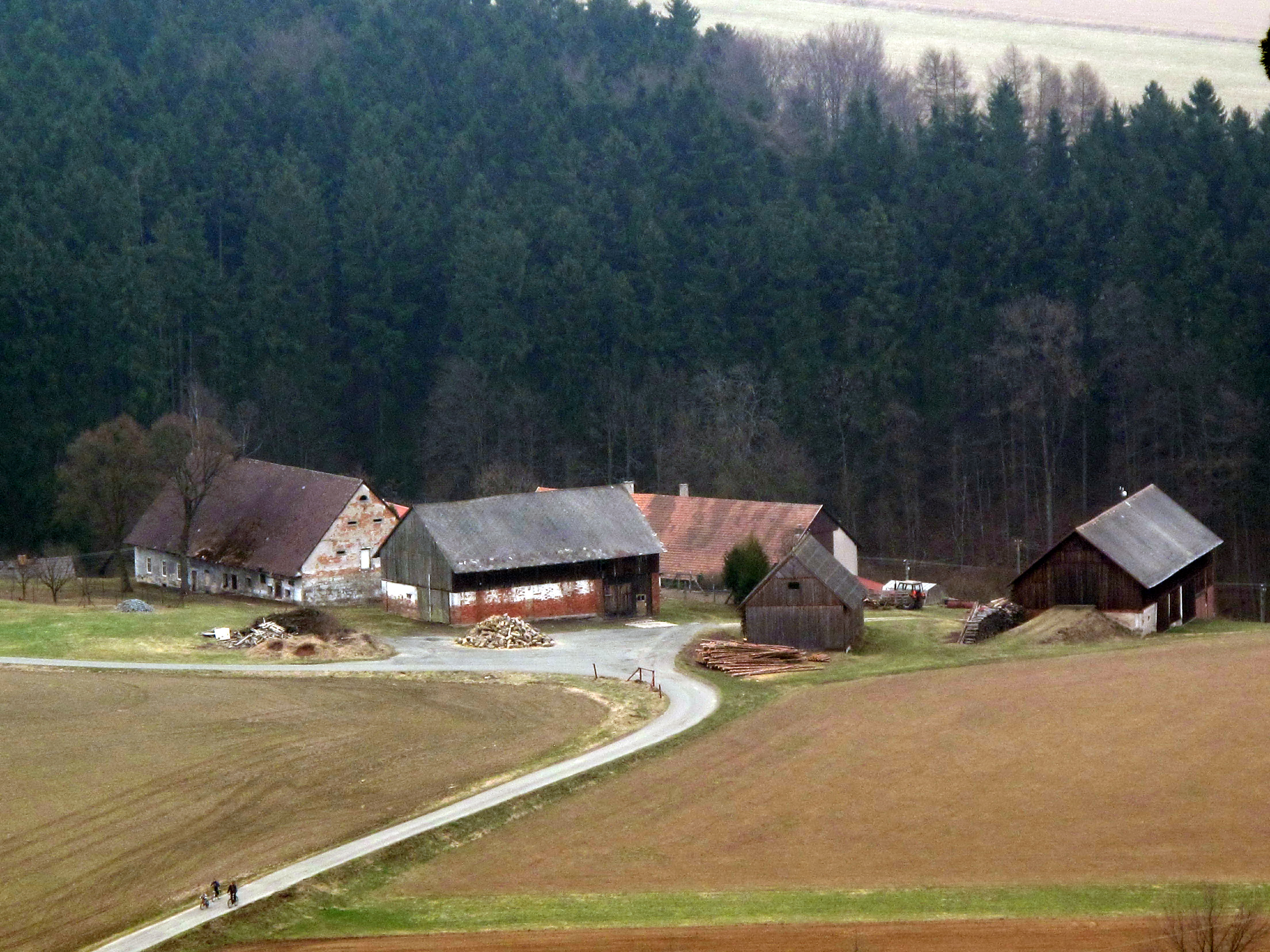
Haus Nr. 3, von den Kočičí skály gesehen

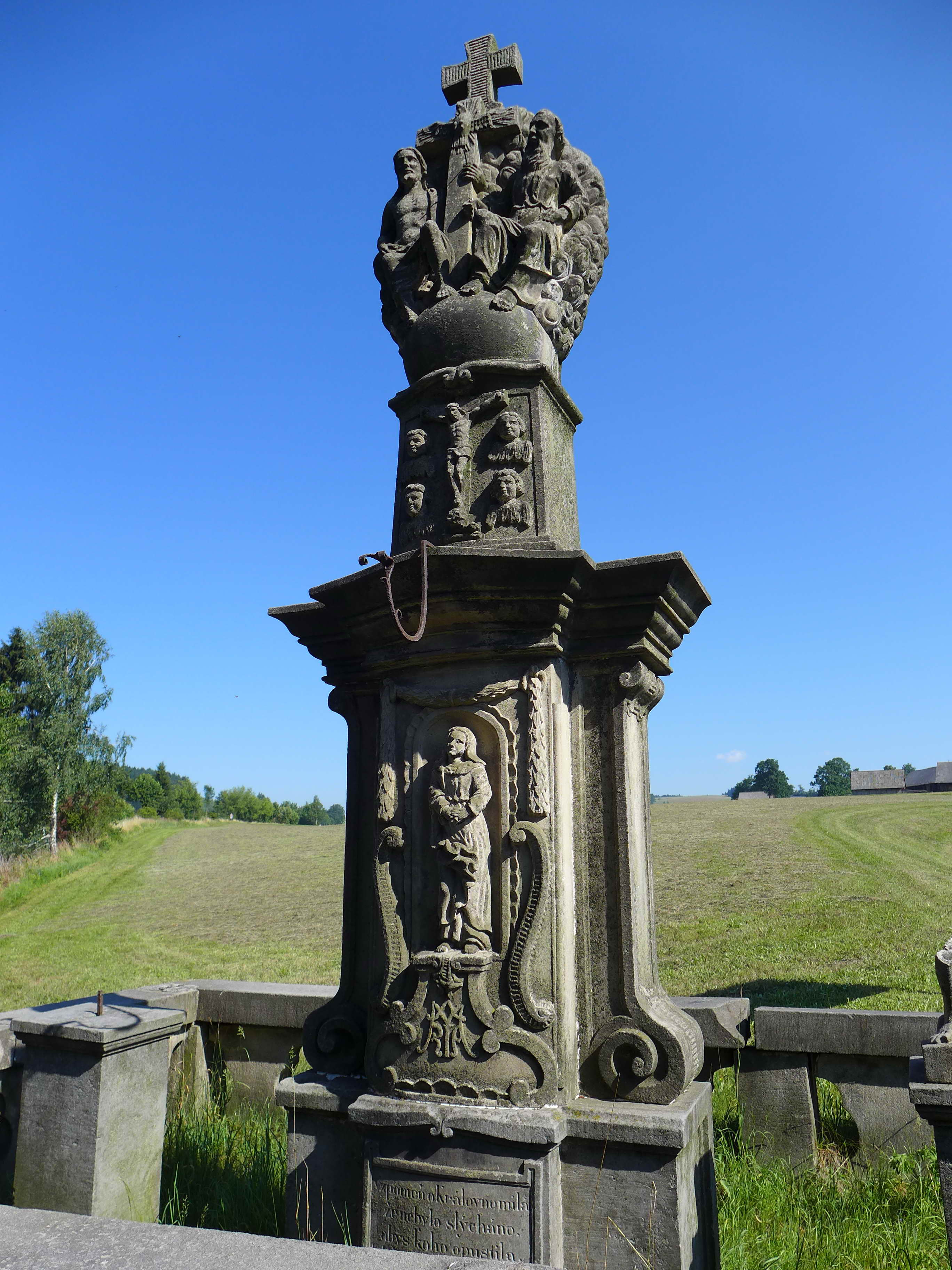
Dreifaltigkeitssäule

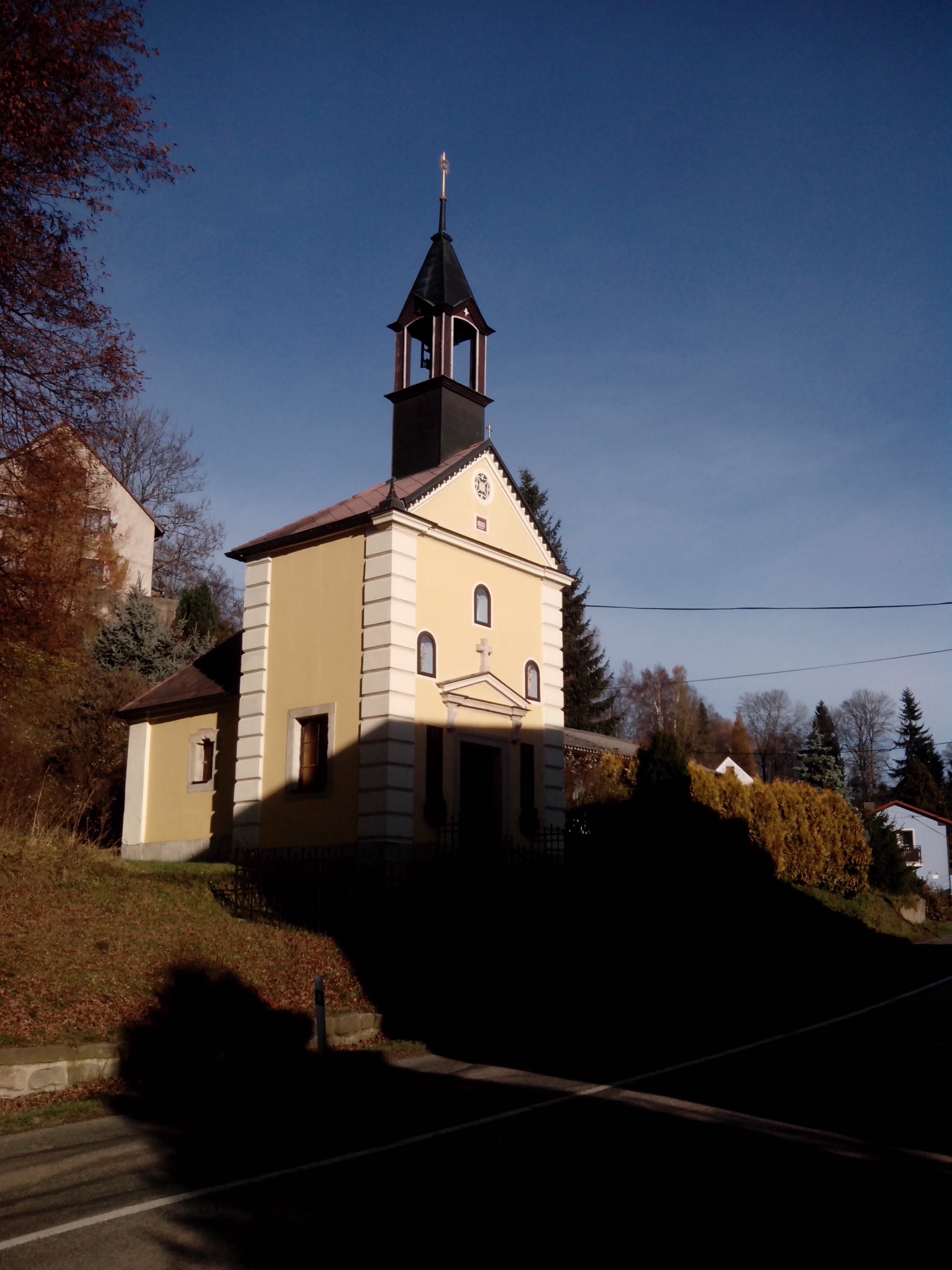
Kapelle Mariahilf

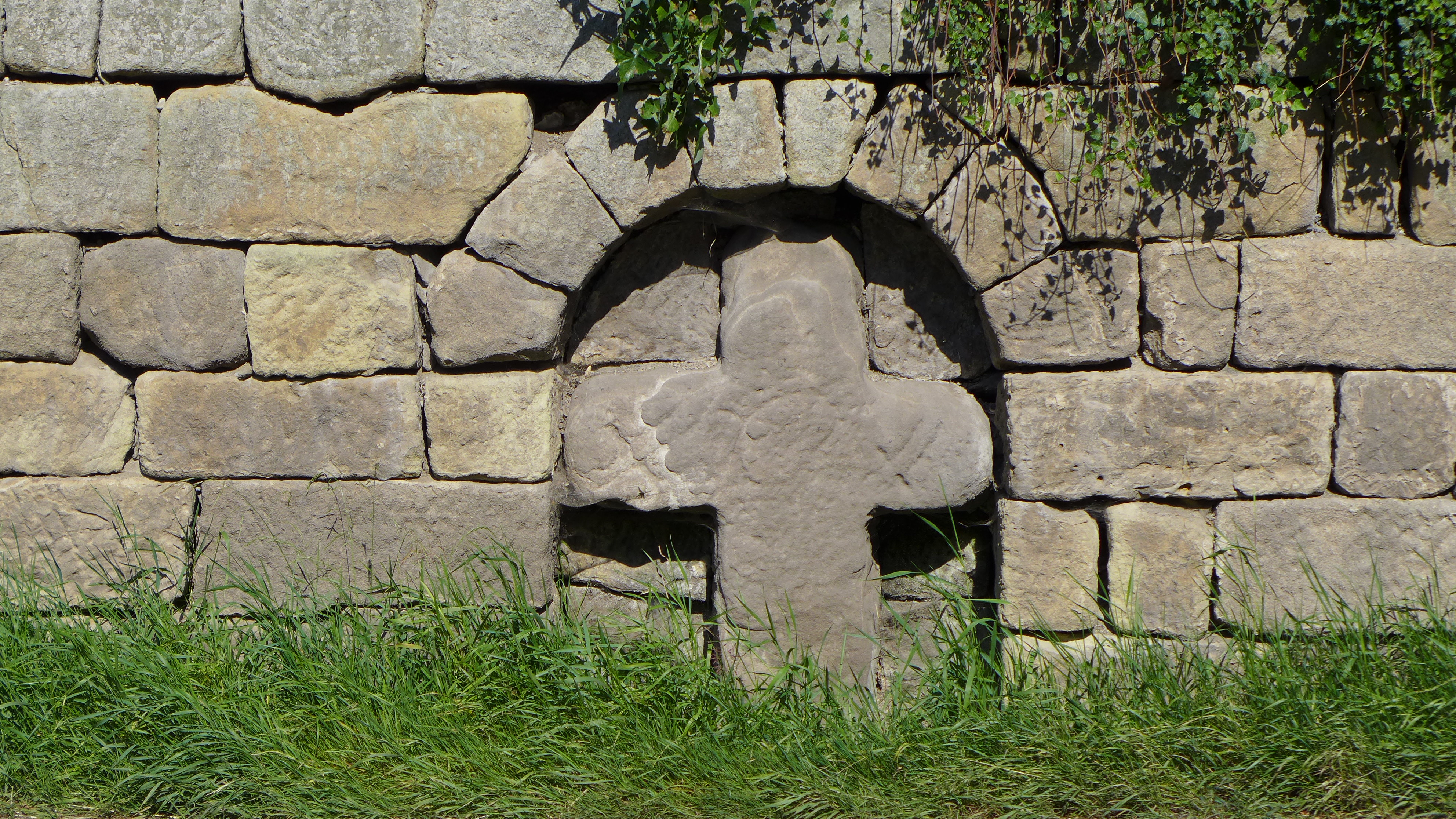
Sühnekreuz

Pěkov (deutsch Piekau) ist ein Ortsteil der Stadt Police nad Metují in Tschechien. Er liegt drei Kilometer nördlich von Police nad Metují und gehört zum Okres Náchod.

## Geographie
Pěkov erstreckt sich nordwestlich des Falkengebirges (Broumovské stěny) im Tal des Baches Pěkovský potok. Durch das Dorf führt die Staatsstraße II/303 zwischen Police nad Metují und Broumov. Nördlich erhebt sich der Na Kostele (Kirchberg, 690 m n.m.), im Nordosten der Honský Špičák (Spitzberg, 652 m n.m.) und die Strážná hora (Hutberg, 688 m n.m.), östlich die Hvězda (Stern, 674 m n.m.) und der Supí hnízdo (Geierskorb bzw. Elisabethhöhe, 702 m n.m.), im Südosten der Klůček (614 m n.m.), südlich die Nad Březinou (583 m n.m.) und der Borek (508 m n.m.), im Südwesten der Ostaš (700 m n.m.) sowie westlich der Rovný (584 m n.m.) und die Hejda (Haideberg, 626 m n.m.).
Nachbarorte sind Na Písníku, Březová und Hony im Norden, U Raisů, Hejtmánkovice und Červený Dvůr im Nordosten, Amerika, Křinice und Hvězda im Osten, Hlavňov im Südosten, Bukovice und Žďár nad Metují im Süden, Ostaš und Česká Metuje im Südwesten, Dědov (Niedermohren) im Westen sowie Lachov (Löchau), Končiny und Bohdašín (Bodisch) im Nordwesten.

## Geschichte
Pěkov wurde wahrscheinlich um 1256 im Zuge der Kolonisation des Politzer Sprengels durch das Kloster Břevnov nach deutschem emphyteutischem Recht gegründet. Die erste urkundliche Erwähnung des Dorfes erfolgte 1395 in einer Bestätigungsurkunde König Wenzels IV. über den Grundbesitz des Klosters Břevnov. Nach dem Břevnover Urbar von 1406 bestand Pěkov aus zehn zinspflichtigen Huben und einem Viertel, von dem der Schultheiß sechs Ruten und der Müller zwei Ruten besaß.
Pěkov gehörte danach über Jahrhunderte zur Stiftsherrschaft Braunau und unterstand der Propstei Politz. Das tschechischsprachige Dorf lag an der Sprachgrenze, die nördlich, östlich und westlich gelegenen Dörfer waren deutschsprachig. Als der preußische König Friedrich II. mit seinem Tross während des Österreichischen Erbfolgekrieges nach der Schlacht bei Hohenfriedberg erneut nach Böhmen gezogen war, schlug er am 15. Juni 1745 auf der Anhöhe V Úvozích zwischen Pěkov und Bukovice sein Lager auf. Während des Siebenjährigen Krieges ließ der kaiserliche Oberst Laudon 1758 die Falkengebirgspässe zwischen Bodisch und dem Hutberg befestigen. Den preußischen Truppen, die die Bewohner der darunter liegenden Dörfer als Geiseln vor sich hertrieben, gelang die Eroberung der Laudonschanzen nicht; sie wurden am 11. April 1758 durch Laudon geschlagen. Im August desselben Jahres zog erneut ein preußisches Heer durch die Gegend und zerstörte die Laudonschanzen. Feldmarschalleutnant Beck ließ die Befestigungsanlagen im Juni 1759 mit Unterstützung der Bewohner von Náchod wieder herrichten; er war während dieser Zeit in der Pěkover Scholtisei einquartiert. Das Dorf wurde in diesen Jahren mehrfach von beiden Kriegsparteien geplündert und die Bewohner flohen in die umliegenden Wälder; zudem schleppten die Truppen die Pest und andere Krankheiten ein.
Nach der Aufhebung der Propstei Politz durch Kaiser Joseph II. im Jahre 1775 wurde daraus die Stiftsherrschaft Politz gebildet; unter der Bedingung der Zahlung einer jährlichen Pauschale von den Einkünften an den Religionsfonds verblieb sie im Besitz der Doppelabtei Braunau-Breunau. Während der Napoleonischen Kriege erfolgte 1813 der Durchzug von 36.000 preußischen und 46.000 russischen Soldaten.
Im Jahre 1836 bestand das im Königgrätzer Kreis gelegene Dorf Pikau bzw. Pěkow aus 86 Häusern, in denen 647 Personen lebten. Im Ort gab es eine Schule, in der auch die Kinder aus Hutberg unterrichtet wurden, und eine Mühle. Pfarrort war Politz. Bis zur Mitte des 19. Jahrhunderts blieb das Dorf der Stiftsherrschaft Politz untertänig.
Nach der Aufhebung der Patrimonialherrschaften bildete Pěkov/Piekau ab 1849 eine Gemeinde im Gerichtsbezirk Politz. Im Jahre 1866 plünderten während des Deutschen Krieges erneut preußische Truppen das Dorf und drangsalierten die Bewohner. 1868 wurde Pěkov dem Bezirk Braunau zugeordnet. Im Mai 1881 erfolgte die Gründung der Freiwilligen Feuerwehr. Nach dem Münchner Abkommen verblieb Pěkov/Piekau bei der „Resttschechei“ und wurde dem Okres Náchod zugeordnet. Pěkov war bis 1945 Grenzort zum Deutschen Reich, die Reichsgrenze verlief mit Ausnahme des Südens fast um das gesamte Dorf. Am 9. Mai 1945 besetzte die Rote Armee den Ort. Nach dem Ende des Zweiten Weltkrieges kam Pěkov zum Okres Broumov zurück. 1949 wurde Hony eingemeindet. Im Zuge der Gebietsreform von 1960 erfolgte die Aufhebung des Okres Broumov, seitdem gehört Pěkov zum Okres Náchod. Am 1. Juli 1985 erfolgte die Eingemeindung nach Police nad Metují. 1991 hatte Pěkov 245 Einwohner. Im Jahre 2001 bestand das Dorf aus 129 Wohnhäusern, in denen 249 Menschen lebten.

## Ortsgliederung
Der Ortsteil Pěkov bildet einen Katastralbezirk. Zu Pěkov gehören die Einschichten Končiny (Therbauer und Scholzbauer) und U Raisů.

## Sehenswürdigkeiten
- Tafelberg Ostaš (Wostasch) mit markanten Felsformationen aus Sandstein. Der Berg ist seit 1956 als Naturreservat geschützt. Auf seinem bewaldeten Gipfel bestehen mehrere Aussichtspunkte, die eine weite Sicht über die Täler der Mettau, Dunajka und des Pěkovský potok bieten; der bekannteste ist die Frýdlantská vyhlídka (Friedländer Aussicht).
- Felsenstadt Kočičí skály am nordöstlichen Fuße des Ostaš, sie wurde 1956 als Naturdenkmal unter Schutz gestellt. In den Kočičí skály befinden sich der Aussichtspunkt Kočičí hrad und die Grotte Sluj Českých bratří.
- Kapelle Mariahilf, errichtet in der ersten Hälfte des 19. Jahrhunderts, sie wurde 2001 zum Kulturdenkmal erklärt
- Dreifaltigkeitssäule, im Unterdorf am Abzweig der Straße nach Lachov, sie hat eine Höhe von 4 m und wurde 1830 aufgestellt
- Sühnekreuz Baba, das 0,8 m hohe Sandsteinkreuz befindet sich gegenüber dem Haus Nr. 133 an der Straße nach Broumov und wurde wahrscheinlich im 16. Jahrhundert aufgestellt, 1958 wurde es zum Kulturdenkmal erklärt.
- Sühnekreuz vor dem Haus Nr. 150, das 1 m hohe Sandsteinkreuz befindet sich linksseitig der Straße nach Broumov und wurde wahrscheinlich im 16. Jahrhundert aufgestellt, 1958 wurde es zum Kulturdenkmal erklärt.
- Mehrere Wegkreuze:[4]
  - Zwei gusseiserne Kreuze auf Sandsteinsockel, 3,5 m bzw. 3 m hoch, auf der Anhöhe über der Straße nach Lachov, errichtet 1795.
  - Gusseisernes Kreuz auf Sandsteinsockel beim Gut Nr. 91, 3 m hoch, errichtet 1797.
  - Gusseisernes Kreuz auf Sandsteinsockel gegenüber dem Gut Nr. 6, 4 m hoch, errichtet 1799.
  - Gusseisernes Kreuz auf Sandsteinsockel gegenüber dem Haus Nr. 24, 2,5 m hoch, Errichtungszeitpunkt unbekannt.
  - Gusseisernes Kreuz auf Sandsteinsockel im Garten des Hauses Nr. 75, 3 m hoch, Errichtungszeitpunkt unbekannt.
  - Gusseisernes Kreuz auf Sandsteinsockel, 4 m hoch, auf der Anhöhe westlich von Hony, errichtet 1864.
  - Gusseisernes Kreuz auf Sandsteinsockel, 2,5 m hoch, auf der Anhöhe östlich der Straße nach Lachov, errichtet in der 1. Hälfte des 19. Jahrhunderts und 1886 erneuert.
  - Gusseisernes Kreuz auf Sandsteinsockel, 2,5 m hoch, bei der Chaluppe Nr. 92 in Končiny, Errichtungszeitpunkt unbekannt.